# NGC 1254
NGC 1254 is een elliptisch sterrenstelsel in het sterrenbeeld Walvis. Het hemelobject werd op 9 september 1864 ontdekt door de Duitse astronoom Albert Marth.
Net ten noordoosten van NGC 1254 is de veranderlijke ster TV Ceti te vinden.

## Synoniemen
- PGC 12052
- MCG 0-9-33
- ZWG 390.32